# Wiedomys pyrrhorhinos
Wiedomys pyrrhorhinos là một loài động vật có vú trong họ Cricetidae, bộ Gặm nhấm. Loài này được Wied-Neuwied mô tả năm 1821.